# Кошуліно
Кошу́ліно (рос. Кошуліно) — присілок у складі Нагорського району Кіровської області, Росія. Входить до складу Чеглаківського сільського поселення.
Населення становить 98 осіб (2010, 151 у 2002).
Національний склад станом на 2002 рік — росіяни 99 %.